# Эскортные корабли типа «Эторофу»
Эскортные корабли (нихонго-но-намаэ) типа «Эторофу» (択捉型海防艦 — Эторофугата кайбо:кан) — тип японских эскортных кораблей. Вместе с предшествующим типом «Симусю» были также известны как кайбоканы типа A.

## Строительство
Заказаны в 1941 году по пятой программе замены флота. Представляли собой улучшенный тип «Симусю» с более мощным противолодочным вооружением и форштевнем другой формы. В 1942—1944 годах на верфях Токио, Иокогамы,Тамано и Сакурадзимы было построено 14 кораблей этого типа. 
Развитием проекта стали эскортные корабли типа «Микура».

## История службы
Корабли этого типа использовались для эскортирования войсковых транспортов и патрульной службы. В 1943 году прошли модернизацию аналогичную проведённой на типе «Симусю» — с заменой 2 спаренных зенитных автоматов на 5 строенных (на «Мандзю» 5 строенных, 2 спаренных и 2 одиночных), установкой 76-мм бомбомёта и увеличением боекомплекта глубинных бомб до 60 (за счёт снятия трального оборудования). На часть кораблей в 1943-1944 годах были установлены РЛС обнаружения воздушных целей Тип 22 и Тип 13 и гидролокатор Тип 93.
Восемь кораблей погибли в ходе войны, два были переданы Китаю по репарациям(прослужили до 1960-х), ещё четыре пошли на слом после войны.

## Представители
| Название           | Место постройки             | Заложен              | Спущен на воду        | Введён в эксплуатацию | Судьба |
| ------------------ | --------------------------- | -------------------- | --------------------- | --------------------- | --- |
| Эторофу (яп. 択捉) | Верфь «Хитати», Сакурадзима | 23 марта 1942 года   | 29 января 1943 года   | 15 мая 1943 года      | 15 июля 1945 года тяжело повреждён при налёте американской палубной авиации. Не восстанавливался, разобран на металл в том же году. |
| Муцурэ (яп. 六連)  | Верфь «Хитати», Сакурадзима | 25 июля 1942 года    | 10 апреля 1943 года   | 31 июля 1943 года     | Торпедирован USS Snapper 2 сентября 1943 года юго-западнее Трука.                                                                   |
| Хирато (яп. 平戸)  | Верфь «Хитати», Сакурадзима | 2 ноября 1942 года   | 30 июня 1943 года     | 28 сентября 1943 года | Торпедирован USS Growler 19 сентября 1944 года в Южно-Китайском море.                                                               |
| Амакуса (яп. 天草) | Верфь «Хитати», Сакурадзима | 5 апреля 1943 года   | 30 сентября 1943 года | 20 ноября 1943 года   | Потоплен британской палубной авиацией 9 августа 1945 года у острова Онагава.                                                        |
| Оки (яп. 隠岐)     | Верфь «Урага», Токио        | 27 февраля 1942 года | 20 декабря 1942 года  | 28 марта 1943 года    | После войны передан Китаю, переименован в Чан Пай. В 1949 году уведён сторонниками Чан Кайши на Тайвань.                            |
| Фукаэ (яп. 福江)   | Верфь «Урага», Токио        | 30 октября 1942 года | 2 апреля 1943 года    | 28 июня 1943 года     | 15 июля 1945 года тяжело повреждён при налёте американской палубной авиации. Не восстанавливался, разобран на металл в том же году. |
| Кандзю (яп. 干珠)  | Верфь «Урага», Токио        | 8 апреля 1943 года   | 7 августа 1943 года   | 30 октября 1943 года  | Затоплен экипажем 15 августа 1945 года у порта Вонсан.                                                                              |
| Касадо (яп. 笠戸)  | Верфь «Урага», Токио        | 10 августа 1943 года | 9 декабря 1943 года   | 27 февраля 1944 года  | Разобран на металл в 1948 году. |
| Садо (яп. 佐渡)    | Верфь «Цуруми», Иокогама    | 21 февраля 1942 года | 28 ноября 1942 года   | 27 февраля 1944 года  | Торпедирован USS Harder 22 августа 1944 года у Манилы.                                                                              |
| Цусима (яп. 対馬)  | Верфь «Цуруми», Иокогама    | 20 июня 1942 года    | 20 марта 1943 года    | 28 июля 1944 года     | После войны передан Китаю, переименован в Лин Ань. В 1949 году уведён сторонниками Чан Кайши на Тайвань. Разобран в 1963 году.      |
| Мацува (яп. 松輪)  | Верфь «Мицуи», Тамано       | 20 февраля 1942 года | 19 апреля 1942 года   | 23 марта 1943 года    | Торпедирован USS Harder 22 августа 1944 года у Манилы.                                                                              |
| Вакамия (яп. 若宮) | Верфь «Мицуи», Тамано       | 16 июля 1942 года    | 19 апреля 1943 года   | 10 августа 1943 года  | Торпедирован USS Gudgeon 23 ноября 1943 года у побережья Китая.                                                                     |
| Мандзю (яп. 満珠)  | Верфь «Мицуи», Тамано       | 15 февраля 1943 года | 31 июля 1943 года     | 30 ноября 1943 года   | Разобран на металл в 1947 году. |
| Ики (яп. 壱岐)     | Верфь «Мицуи», Тамано       | 2 мая 1942 года      | 5 февраля 1943 года   | 31 мая 1943 года      | Торпедирован USS Raton 24 мая 1944 года восточнее Сингапура.                                                                        |